# Toxic (singel Britney Spears)
Toxic – utwór amerykańskiej wokalistki Britney Spears, zarazem drugi drugi singiel z jej czwartego albumu pt. In the Zone, wydany w styczniu 2004 nakładem wytwórni Jive Records. Utwór napisali Cathy Dennis i Henrik Jonback oraz Christian Karlsson i Pontus Winnberg, którzy jako duet Bloodshy & Avant zajęli się także produkcją piosenki.
Do utworu zrealizowano teledysk w reżyserii Josepha Kahna, w którym Spears występuje m.in. w roli stewardesy, rudowłosej kobiety jadącej na motocyklu oraz superbohaterki o czarnych włosach.
Piosenka opowiada o dziewczynie, która jest uzależniona od mężczyzny i za wszelką cenę chce go zdobyć.
Utwór pisano z myślą o Janet Jackson, jednak piosenkarka ostatecznie odrzuciła utwór. Nagrania utworu odmówiła także Kylie Minogue. Ostatecznie piosenkę nagrała Britney Spears.
Magazyn "Rolling Stone" umieścił utwór na 44. miejscu listy najlepszych piosenek dekady.

## Pozycje singla
| Notowanie                            | Pozycja |
| ------------------------------------ | ------- |
| United World Chart                   | 1       |
| Europa Hot 100 Singles               | 1       |
| USA ARC Weekly Top 40                | 1       |
| Wielka Brytania Singles Chart        | 1       |
| Australia Singles Chart              | 1       |
| Austria Singles Chart                | 1       |
| Belgia Singles Chart                 | 1       |
| Kanada Singles Chart                 | 1       |
| Irlandia Singles Chart               | 1       |
| Izrael Singles Chart                 | 1       |
| Ameryka Południowa Top 40            | 1       |
| Nowa Zelandia RIANZ Singles Chart    | 1       |
| Norwegia Singles Chart               | 1       |
| Portugalia Airplay Chart             | 1       |
| Hiszpania Singles Chart              | 1       |
| USA Billboard Hot Dance Club Play    | 1       |
| USA Billboard Top 40 Mainstream      | 1       |
| Szwecja Singles Chart                | 2       |
| Włochy Singles Chart                 | 2       |
| Francja Singles Chart                | 3       |
| Dania Singles Chart                  | 4       |
| Niemcy Top 40                        | 4       |
| Niemcy Singles Chart – Media Control | 4       |
| Szwajcaria Singles Chart             | 4       |
| USA Billboard Hot 100                | 9       |

## Lista utworów

### Formaty i track listy singla
| Brytysjki CD Singel 1. "Toxic" — 3:21 2. "Toxic" [Lenny Bertoldo Mix Show Edit] — 5:46 3. "Toxic" [Armand Van Helden Remix Edit] — 6:25 4. "Toxic" [Felix Da Housecat's Club Mix] — 7:09 5. "Toxic" [Instrumental] — 3:21 Brytyjski DVD Singel 1. "Toxic" — 3:21 2. "Toxic" [Lenny Bertoldo Mix Show Mix Edit] — 5:46 3. "Toxic" [Video] 4. "Britney Previews 'In The Zone'" Video Interview Brytyjski 12" Vinyl Singel - Strona A: 1. "Toxic" — 3:21 2. "Toxic" [Felix Da Housecat's Club Mix] — 7:09 - Strona B: 1. "Toxic" [Armand Van Helden Remix Edit] — 6:25 2. "Toxic" [Lenny Bertoldo Mix Show Mix Edit] — 5:46 | Europejski/Australijski CD Singel 1. "Toxic" — 3:21 2. "Toxic" [Instrumental] — 3:21 3. "Toxic" [Bloodshy And Avant Intoxicated Remix] — 5:35 4. "Toxic" [Armand Van Helden Mix Edit] — 6:25 Niemiecki Pock-It Singel: Normal-CD 1. "Toxic" — 3:21 2. "Me Against The Music" (featuring Madonna) — 3:43 Amerykański Promocyjny Singel: Normal-CD 1. "Toxic" — 3:21 2. "Toxic" [Call-Out Research Hook] — 0:14 Amerykański 12" Vinyl Singel - Strona A: 1. "Toxic" [Armand Van Helden Remix] — 9:34 - Strona B: 1. "Toxic" [Felix Da Housecat's Club Mix] — 7:09 2. "Toxic" [Lenny Bertoldo Mix Show Edit] — 5:46 |

### Remiksy i inne wersje piosenki
- Peter Rauhofer Reconstruction Mix – 7:56
- Peter Rauhofer Reconstruction Mix Edit – 6:43
- Peter Rauhofer Reconstruction Mix Radio Edit – 4:29 – Tylko na "B In The Mix" Deluxe Edition
- Felix Da Housecat's Club Mix – 7:09
- Lenny Bertoldo Mixshow Edit – 5:46
- Armand Van Helden Remix – 9:34
- Armand Van Helden Radio Edit – 3:46
- Yiannis Outstanding Tribal Mix

## Nagrody i wyróżnienia
| Rok  | Nagroda                          | Kategoria            | Wynik     |
| ---- | -------------------------------- | -------------------- | --------- |
| 2004 | Teen Choice Awards               | Choice Single        | otrzymana |
| 2004 | MTV Video Music Awards           | Video of the Year    | nominacja |
| 2004 | MTV Video Music Awards           | Best Female Video    | nominacja |
| 2004 | MTV Video Music Awards           | Best Dance Video     | nominacja |
| 2004 | MTV Video Music Awards           | Best Pop Video       | nominacja |
| 2004 | Nrj Music Awards                 | Video Of The Year    | nominacja |
| 2004 | Ivor Novello Awards              | Most-Performed Work  | otrzymana |
| 2004 | MTV Europe Music Awards          | Best Song            | nominacja |
| 2005 | Grammy Awards                    | Best Dance Recording | otrzymana |
| 2005 | Nickelodeon Kids' Choice Awards  | Favorite Song        | nominacja |
| 2005 | MTV Australia Video Music Awards | Sexiest Video        | nominacja |
| 2005 | MTV Australia Video Music Awards | Video of the year    | nominacja |
| 2005 | MTV Australia Video Music Awards | Best Pop Video       | nominacja |